# Francesco d'Este
Francesco d'Este (Ferrara, 1º novembre 1516 – Ferrara, 22 febbraio 1578) era il quintogenito di Alfonso I d'Este, duca di Ferrara e della seconda moglie Lucrezia Borgia, figlia del papa Alessandro VI e sorella di Cesare. Suoi nonni paterni erano il duca Ercole I d'Este ed Eleonora d'Aragona, figlia del re Ferdinando I di Napoli.

## Biografia
Nato a Ferrara, gli fu imposto il nome Francesco in onore del re di Francia Francesco I. Nel 1519, all'età di soli tre anni, perse la madre che morì dando alla luce Isabella Maria.
Fu educato alle armi secondo la tradizione, che prevedeva per il terzo figlio maschio la carriera militare. All'età di 18 anni Francesco si trasferì in Francia senza accordarsi con la famiglia. Il padre Alfonso non accettò il gesto impulsivo e lo diseredò (modificò il testamento assoggettando Francesco al fratello maggiore Ercole). Alfonso morì tre giorni dopo, il 31 ottobre 1534. Francesco tornò a Ferrara e fu perdonato. Il fratello Ercole successe al padre Alfonso come duca.
Nel maggio del 1536 Ercole inviò Francesco in Lombardia, in qualità di capitano della cavalleria leggera, in aiuto di Carlo V.  Fu tramite i buoni uffici di Carlo V che Francesco ottenne la mano di Maria de Cardona, marchesa di Padula e contessa di Avellino, già vedova del cugino Artale de Cardona. Le feste nuziali si svolsero nel 1540 nello scenario del Palazzo Sanseverino a Napoli, alla presenza del viceré Pietro de Toledo; e furono festeggiamenti nobiliari, come riportato da diversi cronisti; parimenti, la contentezza del duca e del popolo di Ferrara per quell'unione fu tale che si fecero di grandi feste in quella città
Maria e Francesco ottennero nel 1547 il permesso di aprire delle ferriere nei feudi d'Avellino e Candida. Inoltre vennero autorizzati da Carlo V a tenere ogni anno una fiera ad Avellino. Per l'imperatore Francesco combatté in Spagna e si trasferì anche in Nordafrica, partecipando alla campagna di Algeri (1541). Seguirono battaglie contro il duca di Clèves, in Fiandra, in Francia, in Piemonte e in Toscana. 
Nel 1544 fu nominato da Paolo III marchese di Massa Lombarda, con diritto di trasmettere il titolo agli eredi maschi e facoltà di battere moneta. Aprì, infatti, una zecca, presso la rocca, che svolse un'intensa attività fino al 1573.
Successivamente fu al servizio del re di Francia Enrico II, che gli conferì la carica di luogotenente al fine di difendere il castello di Montalcino, ultimo baluardo della Repubblica di Siena.
Alla fine dell'anno 1553 Francesco, all'età di 37 anni, fu liberato dalla soggezione al fratello Ercole. Tornò nella città natale e acquistò un palazzo che fece arricchire di giardini e di altre costruzioni, la più famosa delle quali è la cosiddetta palazzina di Marfisa d'Este, eretta nel 1559 e passata in eredità alla figlia che le diede il nome. Dopo il 1566 si ritirò a vita privata.

### Morte
Francesco d'Este morì a Ferrara il 22 febbraio 1578, all'età di 61 anni. I funerali si tennero tre giorni dopo a Massa Lombarda, nella chiesa arcipretale di San Paolo, dove la salma racchiusa in una cassa di legno e piombo fu tumulata al centro del presbiterio vicino all'altare maggiore. Pronunciò l'orazione funebre il medico bagnacavallese Girolamo Sorboli. Nel 1715, in un manoscritto di memorie paesane, il sacerdote massese Domenico Antonio Tellarini lasciò un'ampia descrizione del corteo funebre . Nel 1889 le spoglie furono traslate nel cimitero comunale, per poi essere ricollocate all'interno della chiesa nel 1932, sulla parete della navata laterale destra.

La chiesa di San Paolo era stata consacrata il 10 novembre 1577 dopo la sua completa ricostruzione. Francesco d'Este fornì un contributo all'abbellimento della nuova chiesa donando due dipinti della sua collezione: la Caduta di San Paolo di Sebastiano Filippi, detto il Bastianino e La Risurrezione di Cristo di Benvenuto Tisi, detto il Garofalo.
Non avendo avuto eredi maschi, il territorio di Massa Lombarda rientrò nei possedimenti della famiglia Este.

## Discendenza
Dalla moglie Maria de Cardona ebbe un'unica figlia:
- Isabella (morta in fasce)[11].

Da una donna rimasta sconosciuta ebbe due figlie:, legittimate alcuni anni dopo sia da papa Gregorio XIII sia dal duca di Ferrara Alfonso II d'Este (1533-1597):
- Bradamante (1548 circa-16 marzo 1632), che sposò nel 1575 il conte Ercole Bevilacqua;
- Marfisa (1554 circa-16 agosto 1608), che sposò nel 1578 il cugino Alfonsino d'Este e, rimasta vedova dopo pochi mesi di matrimonio, nel 1580 Alderano Cybo-Malaspina, marchese di Carrara.

## Ascendenza
|                    |                         |                              | Genitori                |  |  | Nonni |  |  | Bisnonni           |  |  | Trisnonni        |  |
|                    |                         |                              |                         |  |  |       |  |  | Niccolò III d'Este |  |  | Alberto V d'Este |  |
|                    |                         |                              |                         |  |  |       |  |  | Niccolò III d'Este |  |  | Alberto V d'Este |  |
|                    |                         | Isotta Albaresani            |                         |  |  |       |  |  | Niccolò III d'Este |  |  |                  |  |
| Ercole I d'Este    |                         |                              |                         |  |  |       |  |  | Niccolò III d'Este |  |  |                  |  |
|                    |                         | Ricciarda di Saluzzo         | Tommaso III di Saluzzo  |  |  |       |  |  |                    |  |  |                  |  |
|                    |                         | Ricciarda di Saluzzo         | Tommaso III di Saluzzo  |  |  |       |  |  |                    |  |  |                  |  |
|                    |                         | Ricciarda di Saluzzo         | Margherita di Roucy     |  |  |       |  |  |                    |  |  |                  |  |
| Alfonso I d'Este   |                         | Ricciarda di Saluzzo         |                         |  |  |       |  |  |                    |  |  |                  |  |
|                    |                         | Ferdinando I di Napoli       | Alfonso I di Napoli     |  |  |       |  |  |                    |  |  |                  |  |
|                    |                         | Ferdinando I di Napoli       | Alfonso I di Napoli     |  |  |       |  |  |                    |  |  |                  |  |
|                    |                         | Ferdinando I di Napoli       | Gueraldona Carlino      |  |  |       |  |  |                    |  |  |                  |  |
| Eleonora d'Aragona |                         | Ferdinando I di Napoli       |                         |  |  |       |  |  |                    |  |  |                  |  |
|                    |                         | Isabella di Chiaromonte      | Tristano di Chiaromonte |  |  |       |  |  |                    |  |  |                  |  |
|                    |                         | Isabella di Chiaromonte      | Tristano di Chiaromonte |  |  |       |  |  |                    |  |  |                  |  |
|                    |                         | Isabella di Chiaromonte      | Caterina di Taranto     |  |  |       |  |  |                    |  |  |                  |  |
| Francesco d'Este   |                         | Isabella di Chiaromonte      |                         |  |  |       |  |  |                    |  |  |                  |  |
|                    | Jofré Llançol i Escrivà | Rodrigo Gil de Borja         |                         |  |  |       |  |  |                    |  |  |                  |  |
|                    | Jofré Llançol i Escrivà | Rodrigo Gil de Borja         |                         |  |  |       |  |  |                    |  |  |                  |  |
|                    | Jofré Llançol i Escrivà | Sibila de Oms                |                         |  |  |       |  |  |                    |  |  |                  |  |
| Papa Alessandro VI | Jofré Llançol i Escrivà |                              |                         |  |  |       |  |  |                    |  |  |                  |  |
|                    |                         | Isabel de Borja y Cavanilles | Domingos de Borja       |  |  |       |  |  |                    |  |  |                  |  |
|                    |                         | Isabel de Borja y Cavanilles | Domingos de Borja       |  |  |       |  |  |                    |  |  |                  |  |
|                    |                         | Isabel de Borja y Cavanilles | Francisca Marti         |  |  |       |  |  |                    |  |  |                  |  |
| Lucrezia Borgia    |                         | Isabel de Borja y Cavanilles |                         |  |  |       |  |  |                    |  |  |                  |  |
|                    |                         | Giacomo Conte dei Cattanei   | …                       |  |  |       |  |  |                    |  |  |                  |  |
|                    |                         | Giacomo Conte dei Cattanei   | …                       |  |  |       |  |  |                    |  |  |                  |  |
|                    |                         | Giacomo Conte dei Cattanei   | …                       |  |  |       |  |  |                    |  |  |                  |  |
| Vannozza Cattanei  |                         | Giacomo Conte dei Cattanei   |                         |  |  |       |  |  |                    |  |  |                  |  |
|                    |                         | Mencia Pinctoris             | …                       |  |  |       |  |  |                    |  |  |                  |  |
|                    |                         | Mencia Pinctoris             | …                       |  |  |       |  |  |                    |  |  |                  |  |
|                    |                         | Mencia Pinctoris             | …                       |  |  |       |  |  |                    |  |  |                  |  |
|                    |                         | Mencia Pinctoris             |                         |  |  |       |  |  |                    |  |  |                  |  |

## Galleria d'immagini

Monete della zecca massese con effigie del marchese Francesco.
Resti della rocca estense a Massa Lombarda.